# Municipio de Palmer (Minnesota)
El municipio de Palmer (en inglés: Palmer Township) es un municipio ubicado en el condado de Sherburne en el estado estadounidense de Minnesota. En el año 2010 tenía una población de 2354 habitantes y una densidad poblacional de 24,9 personas por km².

## Geografía
El municipio de Palmer se encuentra ubicado en las coordenadas 45°31′1″N 93°56′55″O / 45.51694, -93.94861. Según la Oficina del Censo de los Estados Unidos, el municipio tiene una superficie total de 94.53 km², de la cual 90,04 km² corresponden a tierra firme y (4,75 %) 4,49 km² es agua.

## Demografía
Según el censo de 2010, había 2354 personas residiendo en el municipio de Palmer. La densidad de población era de 24,9 hab./km². De los 2354 habitantes, el municipio de Palmer estaba compuesto por el 98,17 % blancos, el 0,38 % eran afroamericanos, el 0,38 % eran amerindios, el 0,13 % eran asiáticos, el 0,13 % eran de otras razas y el 0,81 % eran de una mezcla de razas. Del total de la población el 0,59 % eran hispanos o latinos de cualquier raza.